# Нефтяников (Жирновск)
Нефтяников, посёлок Нефтяников — упразднённый в 1954 году посёлок  Медведицкого района Сталинградской области РСФСР СССР. Ныне центр города Жирновск в Жирновском районе Волгоградской области России. Топоним сохранился в названии улицы Нефтяников. 

## География
Расположена на левом берегу реки Медведица (бассейн Дона).

## История
В 1949 году на окраине села Жирное пробурена первая нефтяная скважина. Возле нефтепромысла возник посёлок рабочих.
8 мая 1950 года посёлок, как и весь Жирновский сельсовет, были переданы в состав Медведицкого района.
3 июня 1954 года село Жирное преобразовано в посёлок городского типа Жирновский, в состав которого были включены село Куракино и посёлок Нефтяников.